# Via XX Settembre (Génova)
La Via XX Settembre es una de las calles más importantes del centro de Génova, Italia, con una longitud de poco menos de un kilómetro. 

## Localización

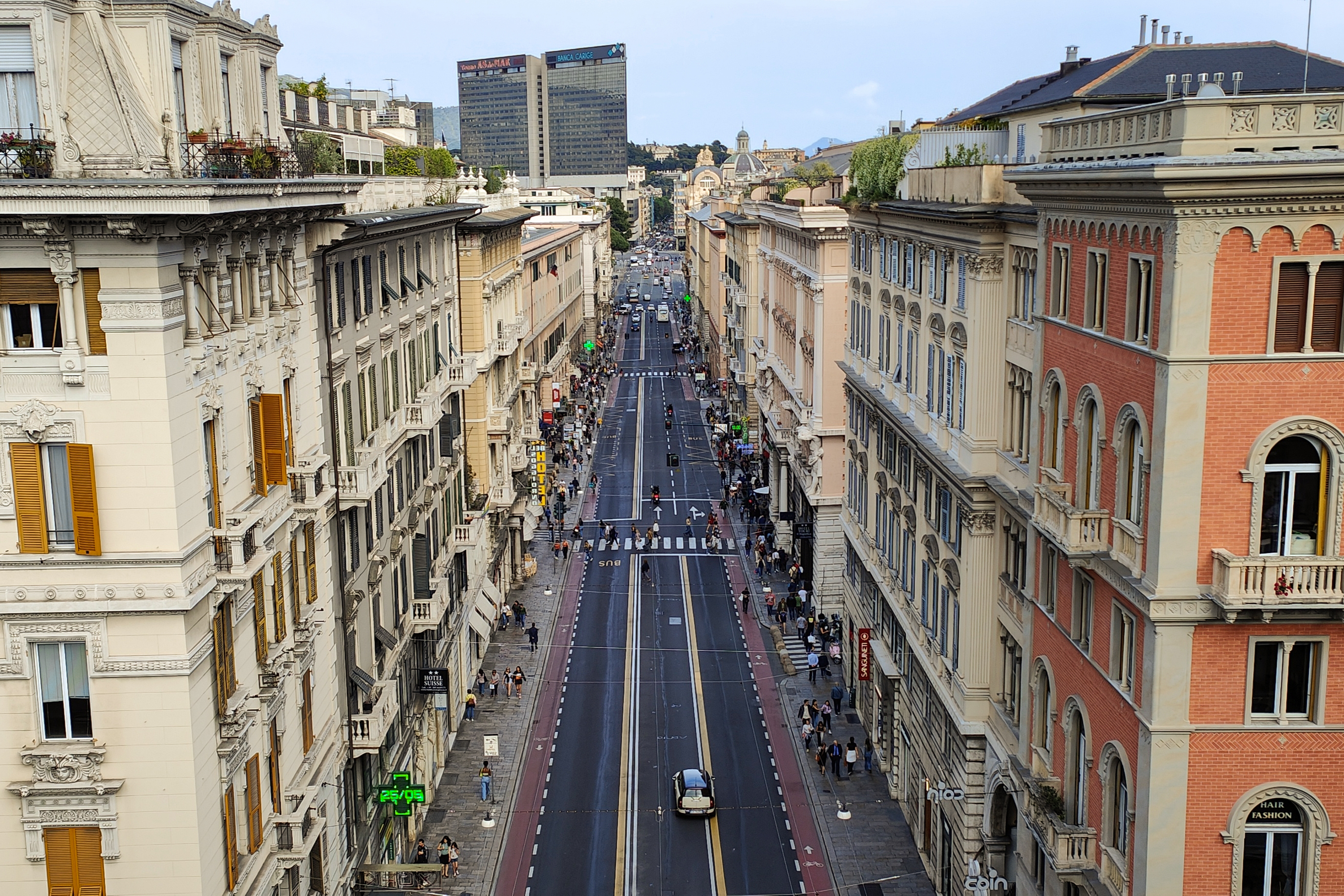
Via XX Settembre vista desde el Ponte Monumentale, en dirección a Piazza della Vittoria.

Discurre en dirección este-oeste y, junto al corso Italia (el paseo que recorre el paseo marítimo), es uno de los lugares preferidos para pasear por los genoveses, que la llaman simplemente via Venti y van allí de compras o para el struscio antes de la hora del aperitivo.
Atraviesa los dos céntricos barrios de Portoria (primer tramo, porticado, desde la Piazza De Ferrari hasta el Ponte Monumentale) y de San Vincenzo (desde el Ponte Monumentale hasta la Via Cadorna, cerca de la Piazza della Vittoria).
Se cruza con numerosas calles (en parte peatonalizadas) llenas de elegantes boutiques y tiendas de arte. Sirve de comunicación entre la parte centro-oriental de la ciudad al este del torrente Bisagno y la más occidental, desarrollada en torno al Largo della Zecca y Porta Principe, hasta la delegación de Sampierdarena. En particular, une la piazza della Vittoria y la Piazza De Ferrari, dos de las plazas más importantes de la ciudad.
Casi exclusivamente dedicada a tiendas y oficinas de la ciudad, la Via Venti está situada ligeramente cuesta arriba en dirección oeste (pero el tráfico rodado tiene el sentido contrario) y es embellecida por algunos de los edificios históricos más imponentes de la ciudad; en la parte superior de la calle hay largos pórticos a ambos lados.
En la Via XX Settembre están algunas de las tiendas más prestigiosas y los bares más elegantes de la ciudad. Hasta los años ochenta, la calle albergaba numerosas salas de cine, ahora trasladadas a los multicines del puerto antiguo de Génova y de la Fiumara en Sampierdarena.

## La construcción de la Via XX Settembre

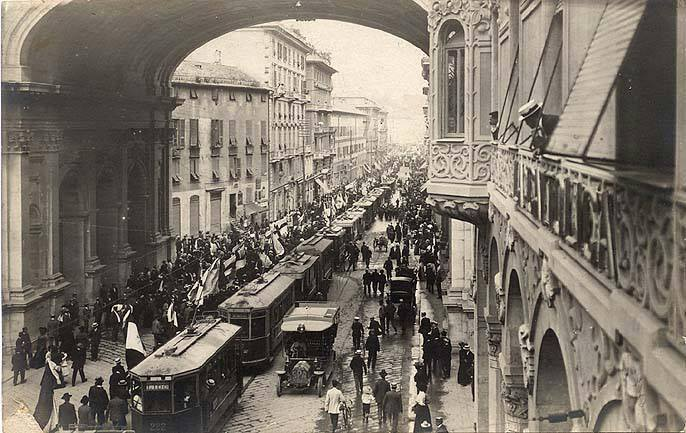
Via XX Settembre en 1907, durante un desfile

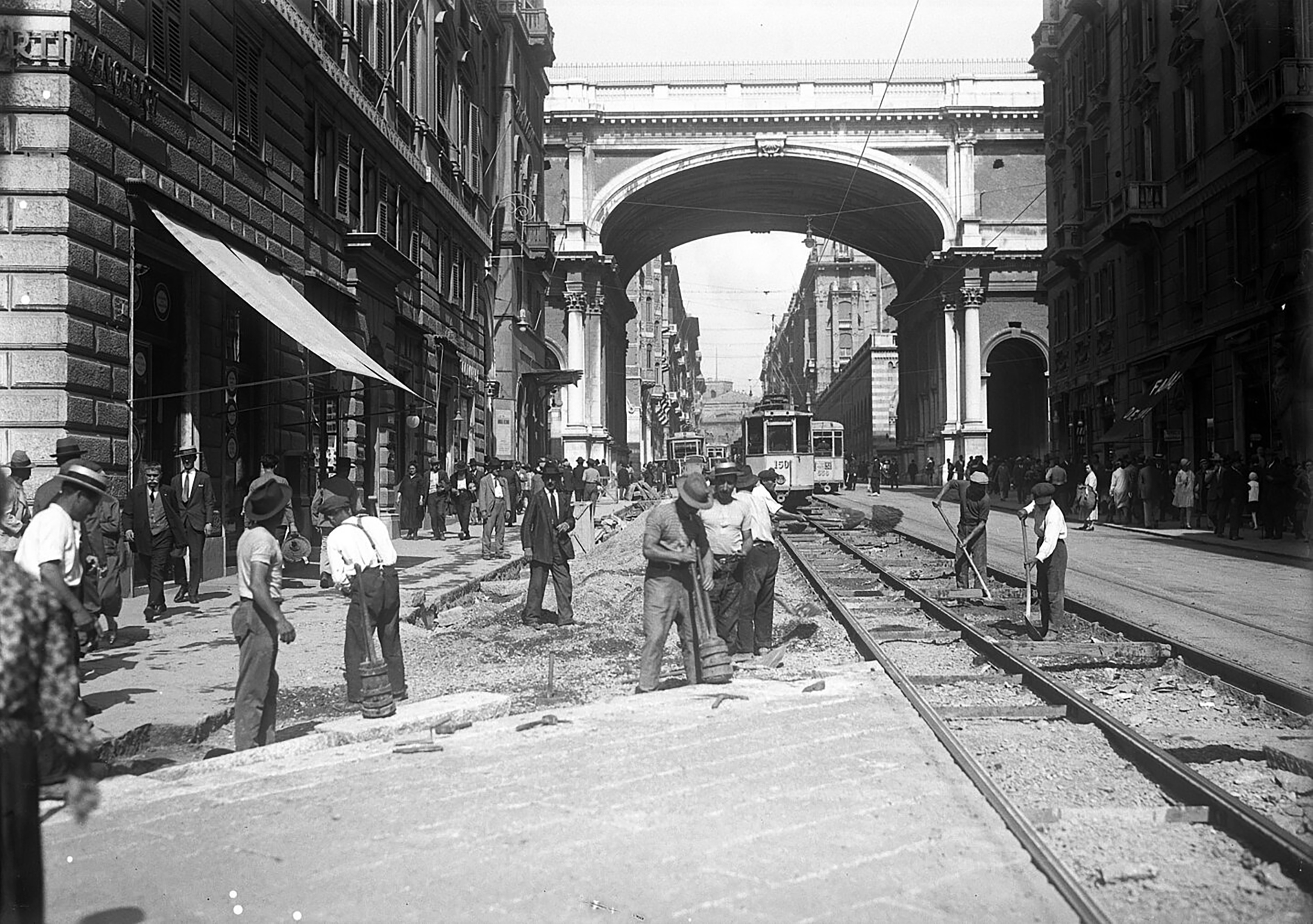
Operaciones de eliminación del pavimento original de piedra de la calle, en 1929

La Via XX Settembre es una calle que tuvo un origen controvertido. Fue deseada por el alcalde Andrea Podestà, pero parte de la población residente se opuso porque para construirla fue necesario demoler numerosos edificios. Sobre todo estuvieron en contra los religiosos de la Iglesia del Remedio, expropiados para que pasara la calle. Entre las otras demoliciones necesarias estuvo la de las cárceles de Sant'Andrea, obstaculizada por el gobierno.
La calle se construyó siguiendo el trazado de dos calles antiguas: la Via Giulia, en el tramo que va desde la Piazza De Ferrari (en aquel momento plaza de San Domenico, por la iglesia homónima que ya no existe) hasta el puente Monumental, y la Via della Consolazione, en el tramo entre el puente Monumental y la Porta Pila. En 1840 se aprobó un proyecto de ampliación de la Via Giulia (calle que data del siglo XVII y fue ampliada varias veces para mejorar su viabilidad por carros y carruajes), pero se bloqueó su ejecución por las apelaciones de los propietarios de los edificios que se habrían demolido o modificado, y en las décadas siguientes se hicieron solo algunas obras para reducir la pendiente bajando el nivel de la calle.
La Via XX Settembre se diseñó siguiendo el trazado de estas dos calles, cuando, a finales del siglo XIX, a partir de 1892, se decide la remodelación urbanística de todo el centro de la ciudad. El proyecto de la calle se confió al ingeniero Cesare Gamba (Génova, 1851 - 1927). A lo largo de su trazado, e igualmente en las calles adyacentes, se construyeron los edificios más importantes de estilo Liberty de la ciudad, entre 1892 y 1912. La calle se construyó en dos fases (un primer tramo inferior entre la Porta Pila y la Porta d'Archi y uno superior entre la Porta d'Archi y la Piazza de Ferrari), no sin dificultades económicas (la crisis bancaria de 1894 afectó a algunas de las entidades que habían financiado las obras). Los proyectos de los edificios y la configuración de la calle (presencia o ausencia de pórticos) se cambiaron varias veces para adaptarse a las cambiantes exigencias y necesidades de la ciudad y las empresas que los estaban construyendo.
Al atravesarla longitudinamente, aproximadamente a mitad de su recorrido, está el Ponte Monumentale, una imponente estructura de mármol con varios arcos. El Ponte Monumentale está en el mismo lugar donde estaba la Porta dell'Arco de las murallas del siglo XVI, las llamadas "Mura Nuove" (Murallas Nuevas). Su papel era, como también era el de la Porta dell'Arco, unir dos sistemas de transporte, uno inferior (Via XX Settembre) y otro superior (Corso Podestà). 
Se construyó con una doble proyectación. La ingeniería se encargó de nuevo a Cesare Gamba, que construyó un inmenso pórtico con una estructura como la de los puentes del tren; a este pórtico se superpuso un aparato monumental de mármol con columnas y esculturas. El diseño de varios edificios se debió a Benvenuto Pesce Maineri.
Situada poco antes del Ponte Monumentale está la iglesia dedicada a Santa Rita, llamada Iglesia de la Consolación, cuya entrada, al nivel de las calles antiguas, queda ligeramente más baja que la calle actual. Immediatamente después, está la Iglesia de San Esteban, de arquitectura románica y reconstruida sobre los restos de una antigua abadía benedictina.
Con ocasión de las obras para la cumbre del G8 de 2001, las aceras de mitad de la calle hacia la Piazza De Ferrari fueron ampliadas algunos metros para permitir un mayor tránsito peatonal.